# محمود جان الديلمي
شرف الدين شاه محمود جان الديلمي القزويني (بالفارسية: شرف الدین شاه-محمود جان دیلمی قزوینی)، المعروف باسم محمود جان الديلمي (محمود جان دیلمی) كان بيروقراطيًا إيرانيًا من عائلة الديلمي، شغل مناصب عليا في عهد آق قويونلو والصفويين.

## سيرته
ولد محمود جان في قزوين وكان عضوًا في عائلة الديلمي من مناطق العراق الفارسي وجيلان.  في بداية حياته المهنية، شغل محمود جان منصب مدير الشؤون المالية للعراق الفارسي وفارس تحت حاكم الآق قويونلو السلطان خليل (حكم 1478). خلال عهد أخ السلطان خليل وخليفته يعقوب بك (حكم 1478–1490)، استخدم قاضي عيسى سافاجي القائد العسكري القوي ووزير المالية، سلطته من خلال تعيين أصدقائه وأقاربهم إلى مناصب رفيعة، بما في ذلك محمود جان، الذي كان شقيقه، وبالتالي حصل على منصب وزير (مسؤول مالي) ومشرف (مفتش) للمجلس الملكي. تم جعل ابن محمود جان (ابن أخ القاضي عيسى) نجم الدين مسعود سافاجي بارفانشي (الوزير الملكي). يشير رجل الدولة التيموري المعاصر والكاتب علي شير النوائي إلى محمود جان كواحد من الشخصيات الرائدة في عهد يعقوب. ويتضمن محمود جان من بين الشخصيات المذكورة في منشأة القاضي مير، وهي مجموعة من 112 رسالة إلى شخصيات سياسية ومفاهيمية بارزة في الممالك الآق قويونلوية والتيمورية.
بينما كان محمود جان مع الشيخ علي سافاجي (أخ قازي عيسى) يقيّمون ويأخذون أماكن خالية من الضرائب في مدينة شيراز الجنوبية، مرض يعقوب بشدة ومات في 24 ديسمبر 1490 في جنوب القوقاز في منطقة قره باغ. بعد وفاته، سقطت الآق قويونلو في حالة حروب خلافة، مما أدى إلى تراجعها. قام حاكم شيراز باعتقال الشيخ علي ونقله إلى العاصمة تبريز حيث تعرض للتعذيب. بعد أربعة أيام من وفاة يعقوب، تم القبض على القاضي عيسى ثم شنق. نجح نجم الدين مسعود في الهرب لفترة قصيرة، حتى تم القبض عليه وإعدامه أيضًا. فر محمود جان من مصير شركائه بالهرب إلى قزوين. خلال هذه الفترة، انتقل إلى مناصب حكومية. بعد أن استولى أمير الآق قويونلو رستم بك (حكم 1492–1497) على تبريز في مايو 1492، تم استدعاء محمود جان ليكون مدير مالي له.
بحلول عام 1497، وجد رستم بك نفسه مهجورًا إلى حد كبير من قبل رعاياه، وبعد قليل تم ترحيله وقتله من قبل ابن عمه جويد أحمد، الذي تلقى تعزيزات من قبل الدولة العثمانية. في عام 1499، تم استدعاء محمود جان مرة أخرى من قبل حاكم آخر من الآق قويونلو، الوند بك (حكم 1497–1504/5)، الذي استولى على تبريز بدعم من زعماء بايندر وموصلو. يظهر محمود جان في السجلات كمدير رفيع المستوى تحت قيادة الوند بك. في عام 1502، عين الشاه الصفوي إسماعيل الأول (حكم 1501–1524) محمود جان كوزير له للخدمة المشتركة مع أمير زكريا وهو بيروقراطي سابق آخر من آق قويونلو. وقد اتصل بمحمود جان زميله السابق إدريس البدليسي، وطلب منه المساعدة كوسيط مع إسماعيل الأول، الذي كان قد اختلف معه. في عام 1507، كجزء من إعادة ترتيب أكبر للبيروقراطية، تم استبدال محمود جان وأمير زكريا بنجم الثاني.